# Поркари
Поркари (итал. Porcari) је насеље у Италији у округу Лука, региону Тоскана.
Према процени из 2011. у насељу је живело 6732 становника. Насеље се налази на надморској висини од 17 м.

## Становништво
Према резултатима пописа становништва 2011. у општини је живело 8.604 становника.
| 1931. | 1936. | 1951. | 1961. | 1971. | 1981. | 1991. | 2001. | 2011. |
| ----- | ----- | ----- | ----- | ----- | ----- | ----- | ----- | ----- |
| 5.810 | 5.482 | 5.403 | 5.476 | 6.044 | 6.699 | 6.827 | 7.109 | 8.604 |

## Партнерски градови
- Кармо